# Kay Ritter

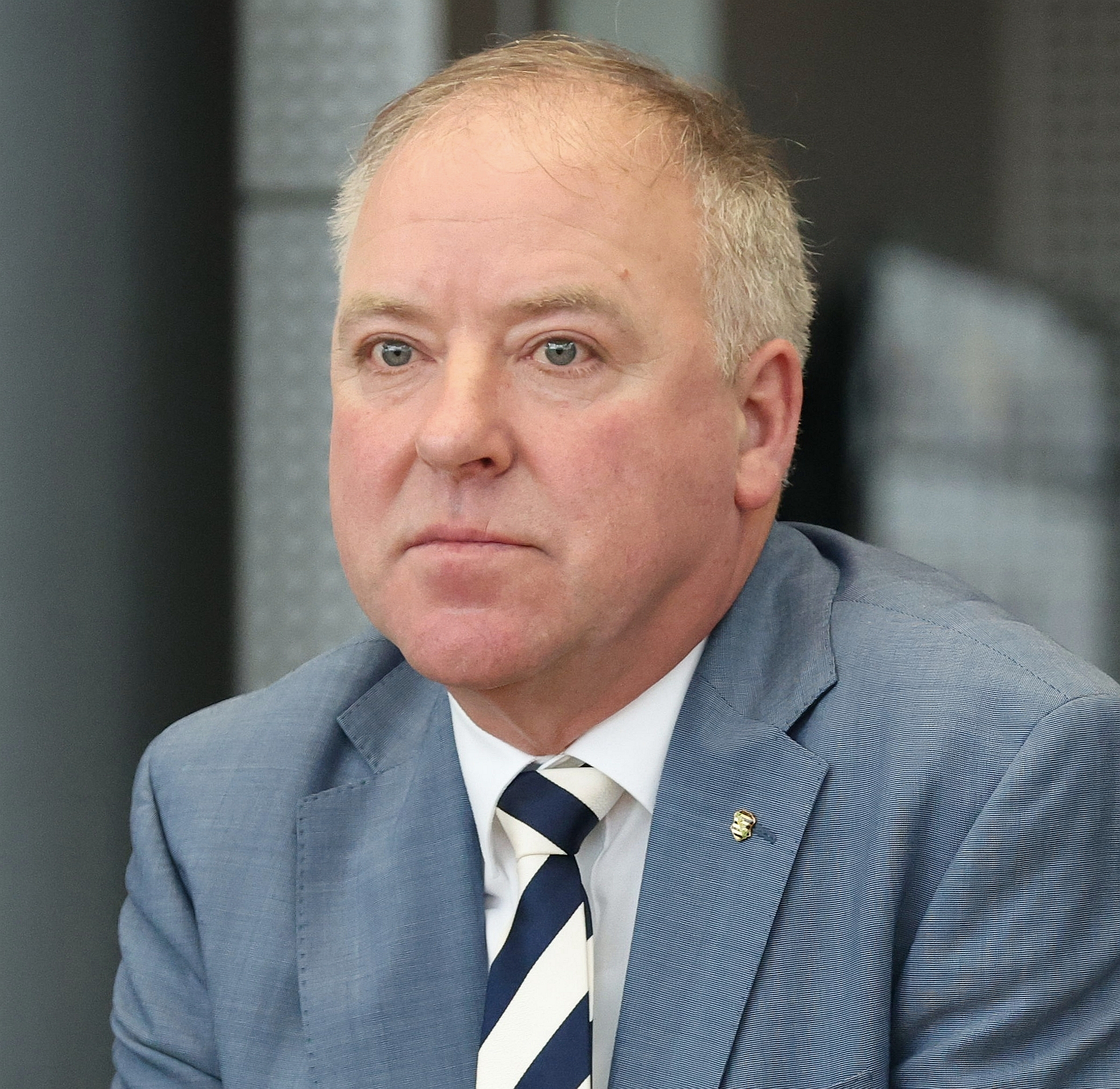
Kay Ritter (2024)

Kay Ritter (* 1971 in Wurzen) ist ein deutscher Politiker der CDU. Seit 2019 ist er Mitglied des Sächsischen Landtages.

## Ausbildung und Beruf
Kay Ritter wurde als Sohn von ehemaligen schlesischen Heimatvertriebenen in Wurzen geboren, wo er auch aufwuchs. Nach dem Abschluss der Oberschule absolvierte er eine Ausbildung zum Facharbeiter für Werkzeugmaschinen bei den Motorenwerken Wurzen. Nachdem der Betrieb von der Treuhand nach der Wende zerschlagen wurde, arbeitete Ritter drei Jahre lang in einer Maschinenfabrik in Warstein.
Nach der Wiedervereinigung schloss er eine Ausbildung zum Gas- und Wasserinstallateur an und erlangte auf dem zweiten Bildungsweg das Abitur. Es folgte eine Weiterbildung an der Handwerkskammer zu Leipzig, die er als Betriebswirt des Handwerks abschloss. Um die Jahrtausendwende legte er schließlich den Fokus auf die Politik, um sich für seine Heimatregion zu engagieren.

## Politik
Ritter wurde Mitarbeiter des Landtagsabgeordneten Werner Hubrich, der zuvor bereits Landrat des ehemaligen Kreises Wurzen war. Anschließend war er Büroleiter der Leipziger Landtagsabgeordneten Jutta Schmidt. Nach der Landtagswahl 2009 übernahm er diese Tätigkeit bei der Abgeordneten Hannelore Dietzschold.
Bei der Wahl zum Landtagswahl in Sachsen 2019 konnte Ritter das Direktmandat im Wahlkreis Leipzig Land 4 mit 32,2 % der Stimmen gewinnen und zog somit in den Sächsischen Landtag in Dresden ein. Bei der Landtagswahl 2024 wurde er erneut über das Direktmandat im Wahlkreis Leipzig Land 4 in den Landtag gewählt.
Ritter war zudem Mitglied des Kreistages des Landkreises Leipzig, ist stellvertretender Vorsitzender des CDU-Landkreises Leipzig und Vorsitzender der CDU-Stadtratsfraktion von Wurzen. Zudem ist er Vorsitzender der MIT Kreisverband Landkreis Leipzig und mehrerer Fördervereine in seiner Heimatstadt.

## Persönliches
Ritter ist verheiratet und Vater zweier Kinder. Die Familie lebt in seiner Geburtsstadt Wurzen. Ritter ist seit vielen Jahren sportlich im Verein aktiv.

## Belege
1. ↑  Kurzporträt: Kay Ritter, abgerufen am 16. September 2019.
2. ↑  CDU wählt den Wurzener Kay Ritter zum Direktkandidaten, abgerufen am 16. September 2019.

| Personendaten    | Personendaten                  |
| ---------------- | ------------------------------ |
| NAME             | Ritter, Kay                    |
| KURZBESCHREIBUNG | deutscher Politiker (CDU); MdL |
| GEBURTSDATUM     | 1971                           |
| GEBURTSORT       | Wurzen                         |